# Некрещёные дети в славянской культуре
Некрещёные дети в традиционных славянских представлениях считались связанными с нечистой силой; после смерти они могли быть символически окрещены посмертно либо становились демонами, вредящими живым.
Дети от рождения до крещения или дети, умершие «без креста», считаются нечистыми (укр. маняк, нави, страчче, болг. дяволче, шумник, лехусче), у них нет имени (ср. рус. «без имени ребёнок — чертёнок», архангел. безымённый, болг. безиманко). В русской традиции детей до крещения звали Богданами, Богдашками. Считается, что у некрещённых детей нет подлинной души, а только «пара», как у животных, также нет пола. В наименованиях некрещённого ребенка он отождествляется с иноверцем: брян. ирад, архангел. лоп («саам»), болг. еврейче, поганче, помачета, серб. чоре, турке, бугарче, влашче, шилеже, булче, циганчица), с голым младенцем (болг. голчо). Другие наименования включали: адамче, кушльо, цурчо, немощийка, моменче.
Смерть ребёнка вписывается в традиционную картину мира славян и увязана с рядом народных представлений. В первую очередь это понятие о «веке» — сроке, который отведён человеку для земной жизни, а также о доле, норме и аномалии, обязательности выполнения норм поведения и соблюдения запретов, вере в действенность мысли и произнесённого слова и др.

## При жизни
Запрещалось целовать некрещёного ребёнка, кормить грудью, выносить из дома, показывать чужим. В доме постоянно должен гореть свет, чтобы злые силы не подменили ребёнка (у поляков, украинцев, болгар) и не переменили его пол. По народным представлениям, такой ребёнок скорее принадлежит миру предков, из которого он пришёл, чем объясняется двойственность представлений: с одной стороны он уязвим для сглаза, перед нечистой силы, для подмены и др., с другой, в представлениях сербов, демоны не «ударят своего», поэтому некрещёный ребенок, как считается, быстрее растёт.

## Похороны
По мнению фольклориста Е. Е. Левкиевской, в дохристианский период смерть таких детей считалась «неправильной», «нечистой», как, к примеру, смерть самоубийц, поскольку они не успели прожить предназначенного им срока. После христианизации важным стало то, что они не дожили до крещения, поэтому их души не получат христианского спасения, а навсегда останутся во власти нечистой силы и сами станут демонами.
В гроб умершего некрещёным ребёнка кладутся предметы, необходимые для крещения: святая вода в стакане, свеча, крестик, освящённая пасха (гомел.), поскольку в семь лет ребенок сам по себе станет
крещеным (херсон.).
Повсеместно принято было хоронить некрещёных детей отдельно от остальных покойников. Ещё в начале XX века их не хоронили на общем кладбище по христианскому обряду, поскольку это считалось грехом. По этой причине в способах их захоронения сохранялись многие языческие черты. Для них отводится место с краю, иногда с восточной стороны или за оградой. В другом варианте они хоронятся рядом с другими покойниками, но в ночное время, а могила посыпается освящённым маком (укр., полес.). Проходящему мимо следует перекреститься и сказать: «Хрэст на мiнэ i хрэст на земе. I хрэст на той детiне, котора нэхрищэна у земле». Такие дети хоронятся на поле, у реки, у перекрёстка дорог, поскольку последний ассоциируется с крестом. На могилы прохожие бросают ветки (пол., Хелм). Хоронились также под домом, сараем, клуней, в саду (Левобережная Украина, курск., орлов.). В Семберии (Босния) хоронятся в саду или под окном, часто без гроба. На могиле не ставится обычный крест (пол., серб., полес.), а связанные крестом палочки (полес.) или столб (серб.), сажают яблоню. В память ставятся кресты у перекрёстков. Согласно представлениям, имевшим распространение в центральной и восточной Польше, а также в Благоевградско (Болгария), в места захоронения постоянно бьют молнии и выпадает град, пока их не выкопают.

## Умершие
Считалось, что души некрещёных детей и убитых незаконнорождённых детей бродят на месте захоронения и ожидают, когда их крестят (Словакия), плачут у кладбищенских крестов в день поминовения (Силезия), блуждают, так как без имени у них нет пути (полес.).
В Родопах считается, что души некрещёных детей улетают на небо и кружатся в виде пчёл или мух вокруг райского дерева, но им запрещено питаться его плодами. После смерти эти дети попадают в «лимб» (серб.) или бездну-атхлакь, где находятся также «жыдовские души» (бел. Волковыск). В загробном мире они слепы (перм.) или, во всяком случае «не могут видеть Божьего лица» (серб., пол., рус.). В них кидают камни (брян.). Эти души стоят слева, отдельно от крещеных, и испытывают страдания от голода и наготы (рус.).
Падающие звезды считаются, душами некрещёных детей, изгнанными из рая (пол. седлец., з.-укр., гомел.). Эти души летают вместе с вихрем (восточнослав., пол., кашуб.). Души трёх таких детей появляются в виде яблок на неплодоносящей в течение девяти лет яблоне (Освенцим), на могиле убитого некрещёного ребёнка вырастает бузина
(Галиция).
Восточные славяне стремились к тому, чтобы умершие некрещёные дети нашли упокоение, то есть перешли в число обычных покойников. На святых Маккавеев в течение семи лет матери следует брызгать на могилу святой водой, чтобы ребенок стал крещёным (Прикарпатье). Таких детей поминают в Тёмную, то есть Страстную среду, съедая на пороге опреснок, или на Троицкой неделе в четверг, когда раздают детям и старухам кашу (брян.). Некрещёный попадает в власть нечистого, но может быть освобождён, если детям раздадут 40 крестиков и 40 поясков (костром.) или беременным женщинам дадут ткани на 40 рубашек и 40 крестиков (смолен.) и пять раз отправят на Афон просьбу помолиться об умершем некрещёном. С Афона присылают листок с житием святого, имя которого следует дать такому ребёнку (нижегород., саратов.). Если из могилы слышен плач, туда нужно принести булочки (волын.), а землю с такой могилы отнести в храм, где её окрестят (брян.), затем принести назад (гомел.).

## Демоны
Некрещёные дети воспринимались двояко. С одной стороны ребёнок, умерший без креста, безгрешен, поэтому его называют анголком (волын.), как и любого невинного младенца. С другой стороны, более распространённой является точка зрения, что такие дети становятся демонами.
Они являются в определённые календарные периоды, дни недели, время суток: на святки (серб., бел.), в адвент и на святки (пол.), в Страстную и пасхальную недели (Прикарпатье), на Троицу (восточнослав.), под пятницу (Украина). Некрещёные дети появляются в домах на Святые вечера и Троицу и забирают себе одежду (бел.). На острове Хвар верят, что мацић (душа некрещёного ребенка) появляется после вечерней молитвы и остаётся до первого колокольного звона. На Карпатах считается, что такие существа, называемые страччуками тоже появляются на межах и под старыми вербами по ночам. На Черниговщине души некрещёных купаются в ночь под пятницу в свежем квасе.
Души некрещёных детей принимают различный облик. Они являются в виде блуждающих огней (bludička, чеш., Лугачовске Залеси, ohnivá det'átka, světylka, světluška, юж. Чехия; blud, bludnik, Шпреевальд; swieczniki, swycki, центр. Польша, swiatelki, зап. Галиция), из-за которых можно заблудиться в лесу или на болоте, также — в виде ветра (западноукр. зрончи), коней (гомел.), котят (пол.), мышей (пол.), летучих мышей (карпат.) и птиц. Это могут быть воробьи у болгар, чёрные птицы, белые голуби у поляков, совы, сороки у восточных славян. В представлениях южных славян души некрещёных детей принимают вид птиц без перьев (болг. нави, навяци лаусници, свирци, серб. некрштенци, навиje, jуди, самовиле), они садятся на доме, в котором недавно родился ребёнок, и пытаются навредить. Они стремятся забрать у роженицы молоко, вызвать родильную горячку (навивницата), лишить младенца сна, особенно если он родился в «некрштени дни», забирают молоко у скота.
Некрещёные дети могут стать вампирами. В сербохорватском ареале их называют мацаруо, лорго (Бока Которская), мацић, мачић, маљак (Пач), тинтилин (остров Млет), невидинчићи, невидимчићи (Самобор).
На Руси ставшие демонами некрещёные дети назывались игоши, ичетики, на Украине — потерчата (предположительно, от потерять) или страччуки (от укр. стратити — «утратить»). На Руси и в Белоруссии считалось, что после смерти они становятся кикиморами, на Украине — мавками, русалками. Игоша проказит, если его не признают за домового. Известны также вологод. проклёнуши.
Считалось, что в криках птиц могут быть слышны упреки и просьбы окрестить (восточнопол., западноукр., западнобел.). Родителям или постороннему следует совершить символическое крещение такой души. Нужно дать этим детям, включая и падающие звёзды, имя: Адам, Ева, Ян, Анна, Иван, Марья, и др. При этом следует произнести формулу типа «Як хлопец, то Адам, а як дивчына — то Ева» (брест.). Тогда они попадут на небо и станут ангелами (так называемыми «глухими ангелами», прикарпат., Печенижин), ангелами-хранителями своего «крёстного» (гуцулы). Ангелом может стать также и «крестный». В противном случае такие дети и их родители попадут в ад (пол., Сандомир); душа отца перейдёт в скотину в наказание за свой грех (Пуща Сандомирская); тот, кто не стал крестить детей после смерти тоже будет бегать по полям в виде чёрного пса (пол., Янкув). Как и при настоящем крещении крестнику нужно дать подарок, в данном случае это чаще всего кусочек ткани, ср. жалобу души такого младенца, что мать даже распашонки не дала (чеш.).
По представлениям поляков Сандомира персонажи, называемые niechrzczeńcy или latawcy бродят по свету в течение семи лет в виде мыши или птицы, и в них бьёт молния. В культуре западных украинцев так же представляются потерчуки, стратчи — умершие некрещёные, недоношенные, мертворождённые дети. Некрещёные дети выходят из могил на святого Мирона (17 (30) августа), и святые ангелы крестят их (киев.). Считается, что в семь лет их должен крестить Иоанн Креститель (люблин.). По другим представлениям, если такого ребёнка не крестить заочно до семи (двенадцати) лет, то он тогда станет лятавцем (пшемысшл.), мавкой семилеткой (Подолье), нявкой, бесицей, лесной (гуцулы), вукодлаком (Иванич-Град). Согласно представлениям украинцев Закарпатья, персонаж с названием змітча ходит до семи лет чёртом, пока его не крестит мать. Навку съедают «дикие люди». Если этого не произойдет, в загробном мире её будет есть её собственная мать (гуцулы). Если некрещёный или мертворождённый ребёнок, который похоронен под порогом, будет крещён в семь дней, месяцев или лет, ему можно приказать стать «клобуком», который будет приносить хозяевам богатство (пол. мазуры).
В случае, если душа некрещёного ребёнка не будет крещена таким способом, она навечно переходит во власть дьявола и сама превращается в нечистую силу. Такие души опасны для живых, в особенности для матерей с маленькими детьми. Если женщина выйдет на крик витающей в воздухе души некрещёного младенца, она может заболеть и даже умереть. Особенно эти демоны проявляют себя во время Святок, когда их отпускают из ада погулять. Они посещают дома, где не перекрещивают дверей и сундуков с одеждой, и берут себе всё, что понравится.
В ряде местностей считалось, что в зависимости от того, как погибли дети, они становятся разными демонами. Так, на Русском Севере считалось, что загубленные матерями младенцы превращаются в ичеток — маленьких мохнатых человечков, склонных селиться в омутах и на мельницах и предвещающих несчастье, производя звук наподобие хлопанья по воде бичом. Дети, просто не дожившие до крещения, становятся игошами — безрукими и безногими уродцами, которые ночами проказничают в домах. «Выкрестить» некрещёного младенца и ввести его в царствие небесное или хотя бы облегчить его участь можно на Троицкой неделе или в Семик, когда по традиции поминаются все умершие до крещения и мертворождённые дети. Для этого женщине, у которой были такие дети, следовало купить двенадцать крестиков (по числу апостолов) и раздать их чужим детям. Тогда апостолы помолятся, и двенадцать детских душ будет спасены. Накануне Троицы красили яйца в красный и жёлтый цвета, которые затем раздавали детям в поминовение некрещёных душ, а также угощали соседских детей варениками, пампушками и другими лакомствами. Для той же цели у перекрёстков дорог оставляли сотовый мёд, ожидая, что ночью души придут полакомиться и утром на песке можно будет увидеть их следы.
Части тела умерших некрещёных детей используются в магических манипуляциях. Так, считается, что мизинец правой руки должен помочь ворам при краже. В Лужице палец сжигается и пепел носится с собой, что делает человека незаметным при совершении кражи. В России ту же роль выполняет свеча из жира. В Самоборе (хорв.) считается, что ведьмами из тел некрещёных детей изготовляется мазь, с помощью которой они летают на шабаш. При чтении заговора от воробьев умерший некрещёный младенец призывается стеречь просо (бел. туров.).